# Joachim Wrana
Joachim Karl Herbert Wrana (* 13. Februar 1909 in Breslau; † 8. November 1986 in Freiberg) war ein deutscher Elektroingenieur und Professor für Elektrotechnik.

## Leben
Nach seinem Abitur im Jahr 1929 studierte er bis 1934 Starkstromtechnik an der TH Dresden. Danach arbeitete er bis 1938 als wissenschaftlicher Assistent am Institut für Starkstrom- und Hochspannungstechnik. 1939 promovierte er.
Von 1938 bis 1945 war er Entwicklungsingenieur im Sachsenwerk Niedersedlitz. Bis 1947 wirkte er als Leiter im sowjetischen Konstruktions- und Technologischen Entwicklungsbüro Niedersedlitz.
Im März 1947 wurde Joachim Wrana verhaftet und von einem sowjetischen Militärgericht zu zehn Jahren Arbeitslager verurteilt. Er hatte bei der Demontage des Sachsenwerkes wertvolle Geräte „vor der Versendung in den fernen Osten bewahrt“, was ihm als Sabotage zur Last gelegt wurde. Nach zwei Jahren in der Justizvollzugsanstalt Bautzen und einem Jahr in Sachsenhausen wurde er 1950 aus dem Internierungslager entlassen.
Im April 1950 übernahm Wrana die kommissarische Leitung des Lehrstuhls für Elektrotechnik der Bergakademie Freiberg. Am 1. Mai 1951 wurde er Professor und Direktor des Instituts für Elektrotechnik.
Von 1953 bis 1955 war er Prodekan, bis 1963 Dekan an der Fakultät für Bergbau und Hüttenwesen. Im Jahr 1963 wurde er Rektor der Bergakademie Freiberg. Dieses Amt übte er bis 1965 aus, danach leitete er die Fachrichtung Elektrotechnik. Eine Hochschulreform 1968 erforderte die Auflösung der Institute und die Gründung von Sektionen. Wrana verlor seinen Posten als Institutsdirektor, wurde jedoch 1969 zum Ordentlichen Professor für Elektrotechnik neu berufen. 1974 trat er in den Ruhestand, er starb 1986 in Freiberg. Sein Grab befindet sich auf dem Freiberger Donatsfriedhof.

## Werke (Auswahl)
- Vorgänge beim Schmelzen und Verdampfen von Drähten mit sehr hohen Stromdichten. TH Dresden, Dissertation, 1939.
- Thermische und dynamische Wirkungen in Strombahnen von Hochspannungsschaltern bei Kurzschluss-Beanspruchung. Freiberg 1952.

## Ehrungen

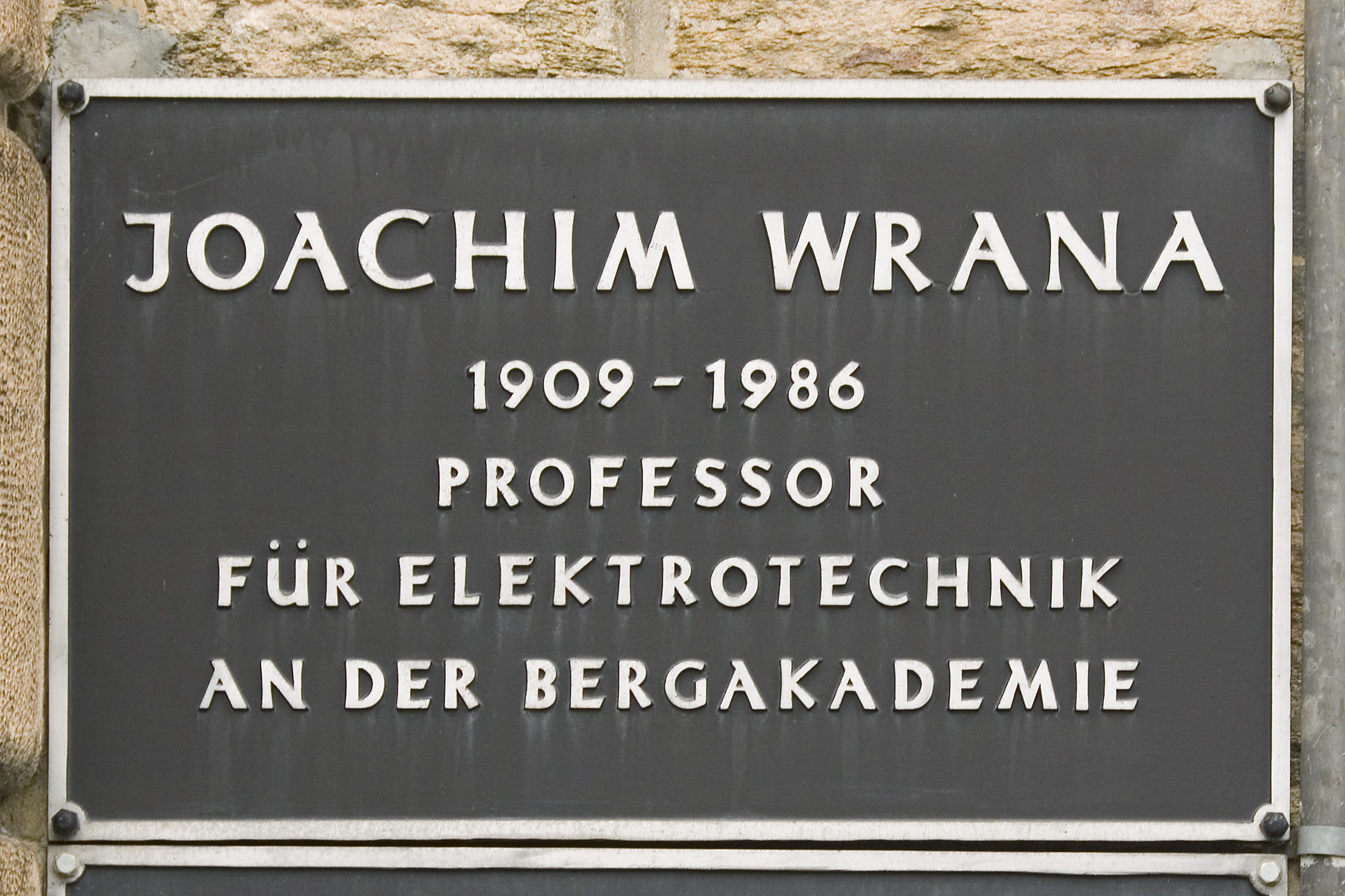
Gedenktafel

- Vaterländischer Verdienstorden in Silber (1965)
- Gedenktafel in Freiberg, Lessingstraße 45
- 1981 wurde er Ehrendoktor der Technischen Universität Dresden.[4]